# ポリオール経路
ポリオール経路（ポリオールけいろ）は、グルコースをソルビトールへと変換する代謝経路である。ソルビトール-アルドースレダクターゼ経路とも呼ばれる。ポリオール経路は、糖尿病合併症、特に網膜、腎臓、神経への微小血管障害に関与しているようにみえる。
ソルビトールは細胞膜を通過できず、蓄積した時には、インスリン非依存性組織へと水を引き込むことによって細胞へ浸透圧ストレスを生じる。

## 経路

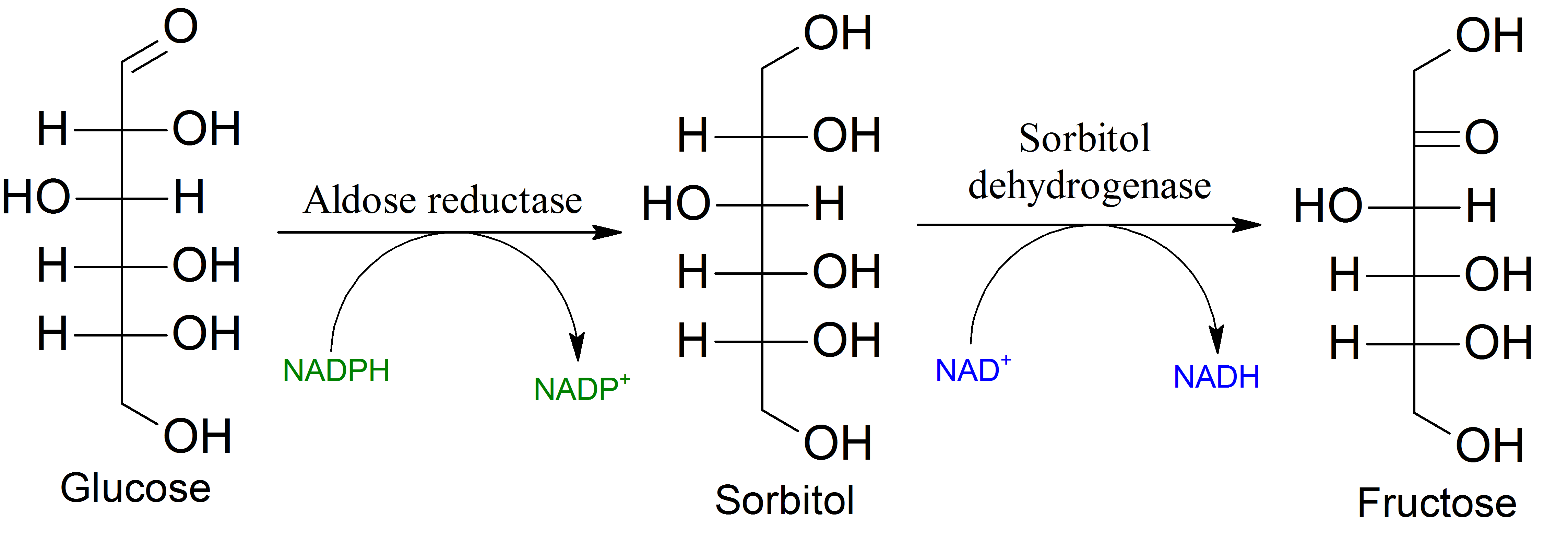
ポリオール代謝経路

細胞はエネルギーのためにグルコースを利用する。しかしながら、利用されなかったグルコースはポリオール経路へと入り、アルドースレダクターゼによってソルビトールへと還元される。この反応によりNADPHはNADP+へと酸化される。ソルビトールデヒドロゲナーゼは次にソルビトールをフルクトースへと酸化でき、NAD+からNADHが生じる。ヘキソキナーゼはフルクトースをリン酸化しフルクトース-6-リン酸とすることで解糖系へとソルビトールを戻すことができる。しかしながら、解糖系が処理しきれない高血糖のコントロール不良の糖尿病では、反応の物質収支は最終的にはソルビトールの産生へ傾く。
ポリオール経路の活性化は、還元型NADPHと酸化型NAD+の減少をもたらす。これらの分子は、全身での酸化還元反応における必須補因子であり、正常な条件下では互いに交換できない。NADPH濃度の低下は還元型グルタチオン、一酸化窒素、myo-イノシトール、タウリン合成の低下をもたらす。myo-イノシトールは神経の正常な機能に特に必要である。ソルビトールもまた、コラーゲンといったタンパク質上の窒素を糖化し、これらの糖化産物はAGEs（終末糖化産物）と呼ばれている。AGEsは人体に病気を引き起こすと考えられており、その1つの効果はRAGE（終末糖化産物受容体）によって媒介され、続いて炎症応答が誘導される。これらは、グルコースコントロールのレベルを検査するために糖尿病に対して行われるヘモグロビンA1Cテストで見られる。

## 病理
ほとんどの細胞はグルコースを細胞内へと取り込むためにインスリンの作用を必要するのに対して、網膜、腎臓、神経組織の細胞はインスリン非依存性であり、ゆえにグルコースはインスリンの作用に関係なく細胞膜を自由に通過できる。細胞はいつものようにエネルギーのためにグルコースを利用し、エネルギーのために利用されなかったグルコースは全てポリオール経路に入る。血糖が正常（約100 mg/dLまたは5.5 mmol/L）の時が、アルドースレダクターゼの通常濃度のグルコースに対する親和性が低いため、このやりとりは何の問題も起こさない。
高血糖状態では、グルコースに対するアルドースレダクターゼの親和性が上がり、その結果としてより多くのソルビトールが蓄積し、より多くのNADPHが使われ、細胞代謝のその他の過程のためのNADPHが少なくなる。この親和性の変化は、経路の活性化を意味している。しかしながら、蓄積するソルビトールの量は、水の浸透圧による流入を引き起こすのに十分でないように見える。
NADPHは一酸化窒素とグルタチオンの産生を促進するよう作用し、その欠乏はグルタチオン欠乏症を引き起こす。グルタチオン欠乏症（先天性あるいは後天性）は酸化ストレスによって引き起こされる溶血につながり得る。一酸化窒素は重要な血管拡張分子の一つである。したがって、NADPHは活性酸素種の細胞への蓄積および細胞への損傷を防ぐ。
また、NADHはソルビトールの還元反応によって増加するが、NADHが解糖系やTCA回路での産生物であるがために、これらの反応系を阻害することになる。これによって、さらなるグルコースの貯留が起こり、悪循環を起こす。
ポリオール経路の過剰な活性化は、細胞内および細胞外ソルビトール濃度を上昇させ、活性酸素種の濃度を上昇させ、一酸化窒素およびグルタチオンの濃度を低下させる。これらの不均衡はそれぞれ細胞に障害を与え得る。糖尿病では、複数が共に作用する。ポリオール経路の活性化が微小血管に損傷を与えるかについては、決定的には明らかにされていない。

### 推薦文献
- Harper's Illustrated Biochemistry(Published by LANGE)
- Dinesh Puri's Medical Biochemistry(Published by ELSEVIER)